# Manticore
En manticore er et fabeldyr der efter sigende lever i de indiske jungler. En manticore har en krop som en stor løve, men med et menneskes hoved, en flagermus' vinger og en skorpions hale. I stedet for en brod for enden af halen er der 1000 små giftige pile den kan skyde af sted imod sit mål, med høj præcision. Den har kæber der er så stærke at de kan knuse næsten alt. De er udstyret med 3 rækker af spidse tænder. Den har en forkærlighed for menneskekød. Myterne fortæller at inderne fangede dem som unger og knuste deres haler med en sten for at gøre dem mindre farlige.